# 영녕 (서진)
영녕(永寧)은 중국 서진(西晉) 혜제(惠帝)의 다섯 번째 연호이다. 301년 4월에서 302년 11월까지 1년 8개월 동안 사용하였다. 301년 4월에 사마륜(司馬倫)이 폐위되고 혜제가 복위되자 개원하였다. 302년 12월에 정권을 잡고 있던 제왕(齊王) 사마경(司馬冏)이 사마애(司馬乂) 등에 의해 살해된 후 태안(太安)으로 개원하였다.

## 개원
영강(永康) 2년 4월 9일(301년 6월 1일)에 연호를 영녕(永寧)으로 개원함.

## 연대대조표
| 영녕                | 원년       | 2년        |
| 서력                | 301년      | 302년      |
| 육십간지 (六十干支) | 신유(辛酉) | 임술(壬戌) |

## 삭일(1일)
| 영녕 원년 (301년) | 1월             | 2월             | 3월             | 윤3월           | 4월             | 5월             | 6월             | 7월             | 8월             | 9월             | 10월            | 11월            | 12월            |
| ----------------- | --------------- | --------------- | --------------- | --------------- | --------------- | --------------- | --------------- | --------------- | --------------- | --------------- | --------------- | --------------- | --------------- |
| 삭일(음력)        | 정사일 (丁巳日) | 정해일 (丁亥日) | 병진일 (丙辰日) | 병술일 (丙戌日) | 을묘일 (乙卯日) | 을유일 (乙酉日) | 갑인일 (甲寅日) | 갑신일 (甲申日) | 계축일 (癸丑日) | 계미일 (癸未日) | 임자일 (壬子日) | 임오일 (壬午日) | 신해일 (辛亥日) |
| 율리우스력        | 301년 1월 26일  | 2월 25일        | 3월 26일        | 4월 25일        | 5월 24일        | 6월 23일        | 7월 22일        | 8월 21일        | 9월 19일        | 10월 19일       | 11월 17일       | 12월 17일       | 302년 1월 15일  |
| 영녕 2년 (302년)  | 1월             | 2월             | 3월             | 4월             | 5월             | 6월             | 7월             | 8월             | 9월             | 10월            | 11월            | 12월            |                 |
| 삭일(음력)        | 신사일 (辛巳日) | 신해일 (辛亥日) | 경진일 (庚辰日) | 경술일 (庚戌日) | 기묘일 (己卯日) | 기유일 (己酉日) | 무인일 (戊寅日) | 무신일 (戊申日) | 정축일 (丁丑日) | 정미일 (丁未日) | 병자일 (丙子日) | 병오일 (丙午日) |                 |
| 율리우스력        | 302년 2월 14일  | 3월 16일        | 4월 14일        | 5월 14일        | 6월 12일        | 7월 12일        | 8월 10일        | 9월 9일         | 10월 8일        | 11월 7일        | 12월 6일        | 303년 1월 5일   |                 |

## 같이 보기
- 다른 왕조의 같은 연호
  - 후한(後漢) 영녕(120년 ~ 121년)
  - 후조(後趙) 영녕(350년 ~ 351년)

- 중국의 연호